# Синдо Мунэн-рю
Синдо Мунэн-рю (яп. 神道無念流) или Синто Мунэн-рю — школа кэндзюцу и иайдзюцу, классическое боевое искусство Японии, основанное в 1700-х годах мастером по имени Фукуи Хёэмон Ёсихира (яп. 福井兵右衛門嘉平). Оказала значительное влияние на формирование современного кэндо и иайдо.

## История

### Феодальная Япония (1700—1868)
Школа Синдо Мунэн-рю была основана в 1700-х годах (период Эдо) мастером по имени Фукуи Хёэмон Ёсихира (1700—1782) из Симано-но Куни (современная префектура Тотиги). Первым искусством, которое изучал Ёсихара, было Син Синкагэ Итидэн-рю, которому он обучался у мастера Нонака Гоннаи. В сравнительно молодом возрасте он получил мэнкё кайдэн этой школы.
Будучи неудовлетворённым своими навыками, Хёэмон путешествовал по Японии и принимал участие в Синкэн Сёбу (смертельные поединки), оттачивая при помощи них своё мастерство. Благодаря этому он стал настолько известным, что его включили в перечень записей Токугава Бакуфу в качестве одного из лучших фехтовальщиков своего времени. Он продолжал путешествовать по Японии до тех пор, пока не столкнулся с небольшим храмом в горах Инадзума. Там он посетил святыню Идзуна-Гондэн, где провёл 50 дней в медитации и практике боевых искусств. В последний день, как гласит легенда, он достиг просветления. Результатом этого стало создание довольно большой набор техник, позже кодифицированных как Синдо Мунэн-рю.
После этого Хёэмон отправился в город Эдо, где открыл собственное додзё в Ёцуя, где обучал небольшое число преданных студентов вплоть до отхода от дел. В конце концов Ёсихара передал своё искусство 2-му наследнику, Тогасаки Куматаро (яп. 熊太郎 戸賀崎). Могилу последнего и сейчас можно найти в современной префектуре Сайтама недалеко от захоронения его учителя.
Четвёртый преемник Синдо Мунэн-рю, Сайто Якуро Ёсимити (яп. 斎藤弥九郎), открыл собственный додзё в Эдо под названием Рэнпэйкан (яп. 練兵館)).
Пика своей популярности школа Синдо Мунэн-рю достигла к концу периода Эдо. В это политически нестабильное время, фехтовальщики данного стиля принимали участие как в политических, так и физических боях, которые характеризуют Бакумацу (1853—1868). Не редким для последователей Синдо Мунэн-рю и/или других школ боевых искусств являлось взаимодействие в битвах. Политически активные члены, такие как Кацура Когоро и Ито Хиробуми, позже взяли руководящие роли в новом правительстве Мэйдзи.
На сегодняшний день Канто Синдо Мунэн-рю является одним из сохранившихся ответвлений школы Синдо Мунэн-рю. Нэгиси Сингоро (яп. 根岸信五郎) является последним сокэ, который обучал знаниям Синдо Мунэн-рю в период Эдо. Сингоро получил лицензию мэнкё кайдэн в Эдо-Дэн от Сайто Синтаро. Нэгиси, однако, чувствовал утрату идеализма и страсти, которые окружали его во время последних дней Токугава Бакуфу. Он подтвердил этот факт, закрыв двери Рэнпэйкан (официально завершив линию Эдо), основав ответвление Канто-ха и открыв додзё Юсинкан (яп. 有信館道場).
До падения сёгуната Токугава по всей Японии существовало значительное число различных филиалов Синдо Мунэн-рю. Эти ветви функционировали независимо друг от друга и имели определённый успех.

### Модернизированная Япония (1868 —)
Рассвет Мэйдзи в 1868 году принёс много новых трудностей, и большая часть филиалов Синдо Мунэн-рю были вынуждены закрыть свои двери из-за отсутствия покровительства и запрета на ношение мечей. Большинство выживших ответвлений вновь начали принимать учеников и вести преподавательскую деятельность лишь после снятия этого запрета. Многие из них, если не все, утеряли большое число ката их своей учебной программы. В современных ответвлениях, таких как Тэсю Хан Дэн, Хатинохэ Хан Дэн и Сайто-а, практикуется только небольшую часть учебной программы иайдзюцу. Большинство их ката были реконструированы из письменных описаний и таким образом имеют мало общего с реальными историческими техниками.
Стиль пережил период Мэйдзи (1868—1912) в полной неприкосновенности во многом благодаря усилиям Нэгиси Сингоро (Эдо Дэн 6-го поколения, создатель Канто-ха), который обучал фехтованию полицию Токио. Его преемником стал Накаяма Хакудо, который продолжил традиции Синдо Мунэн-рю и распространял знания школы на протяжении периодов Тайсё (1912—1926) и Сёва (1926—1989), обучив некоторых из наиболее заметных фехтовальщиков современной истории: Накаяма Дзэндо, Хасимото Тоё, Нагакура Киёси, Хага Дзюнити и Накасима Городзо.
Организации Нихон Кобудо Кёкай и Синкёкай признали Канто-ха Синдо Мунэн-рю как ответвление, которое сохранило традиции Синдо Мунэн-рю в полном объёме (кэндзюцу, иайдзюцу и прочие дисциплины). Нынешним главой школы является Огава Такэси (10-е поколение).

## Ответвления
Наиболее известны следующие ответвления от школы Синдо Мунэн-рю:
- Тогасаки-ха Синдо Мунэн-рю (исключительно иайдзюцу);
- Окада-ха Синдо Мунэн-рю (более не существует);
- Судзуки-ха Синдо Мунэн-рю (более не существует);
- Мито Хан Дэн Синдо Мунэн-рю (более не существует);
- Тёсю Хан Дэн Синдо Мунэн-рю (исключительно отдельные техники иайдзюцу);
- Омура Хан Дэн Синдо Мунэн-рю (более не существует);
- Хатинохе Хан Дэн Синдо Мунэн-рю (исключительно отдельные техники иайдзюцу);
- Сайто-ха Синдо Мунэн-рю (исключительно отдельные техники иайдзюцу).

## Генеалогия
Признанная Нихон Кобудо Кёкай и Синкёкай генеалогия школы выглядит следующим образом:
1. Фукуи Хёэмон Ёсихира, основатель;
2. Тогасаки Куматаро Тэруёси, Эдо Дэн;
3. Окада Дзюнмацу Ёситоси (яп. 岡田十松), открыл додзё Гэкикэнкан (яп. 撃剣館);
4. Сайто Якуро Ёсимити, Эдо Дэн, открыл додзё Рэнпэйкан;
5. Сайто Синтаро, Эдо Дэн;
6. Нэгиси Сингоро (1844—1913), открыл додзё Юсинкан;
7. Накаяма Хакудо (1872—1958), Канто-ха;
8. Накаяма Дзэндо / Ёсимити (сын 7-го главы школы), Канто-ха;
9. Саэки Соитиро, Канто-ха, обучался около 10 лет у Накаямы Хакудо, получил мэнкё но маки и мэнкё-дзё от Накаямы Дзэндо;
10. Огава Такэси, Канто-ха, обучался под руководством Накаяма Дзэндо.

## Знаменитые представители

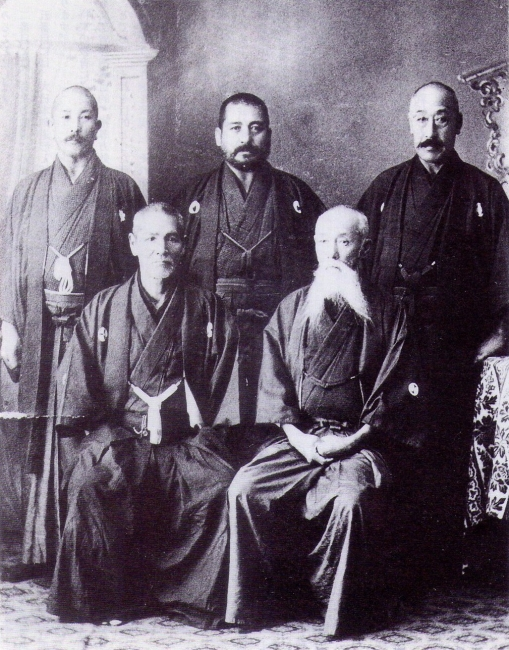
Нэгиси Синогоро справа снизу, рядом — Цудзи Синпэй (Сингёто-рю). Фото 1912 года

- Тэраи Ититаро, первый фехтовальщик, который обучал Накаяму Хакудо[6];
- Тогасаки Куматаро, 2-й глава школы, основатель Тогасаки-ха;
- Окада Дзюнмацу, 3-й глава школы, основатель Окада-ха;
- Сайто Якуро, 4-й глава школы, один из «Эдо Сан Дай Кэнго» или «Три Великих Фехтовальщика Эдо»[7];
- Сайто Синтаро, 5-й глава школы;
- Сайто Канносукэ, основатель Сайто-ха;
- Бусёдзи Ясукэ (яп. 仏生寺弥助), знаменитый дуэлист и наёмный убийца, лучший ученик Сайто Якуро[7];
- Кидо Такаёси, самурай из Тёсю хан, противник Сёгуната Токугава;
- Такасуги Синсаку, самурай из Тёсю хан, противник Сёгуната Токугава;
- Нагакура Симпати (яп. 永倉 新八), представитель Окада-ха Синдо Мунэн-рю, командир 2-го отделения синсэнгуми[8];
- Сэридзава Камо (яп. 芹沢 鴨), представитель Мито Хан Дэн, командир синсэнгуми (до Кондо Исами);
- Ито Каситаро, представитель Окада-ха Синдо Мунэн-рю, состоял в синсэнгуми;
- Нэгиси Сингоро, самурай из Нагаока Хан, инструктор Полиции Токийского метрополитена; 6-й и последний глава школы Синдо Мунэн-рю, который обучал во времена периода Эдо;
- Накаяма Хакудо (яп. 中山 博道), представитель Канто-ха, 7-й глава школы;
- Насимото Тоё, представитель Канто-ха, 10-й дан иайдо/кэндо при Всеяпонской Федерации Кэндо;
- Накаяма Дзэндо (1873—1958), представитель Канто-ха, 8-й глава школы, 10-й дан иайдо/кэндо при Всеяпонской Федерации Кэндо[9].